# هزار كندي
هزار كندي هي قرية في مقاطعة بارس أباد، إيران. يقدر عدد سكانها بـ 819 نسمة بحسب إحصاء 2016.